# Konopliwci
Konopliwci (ukr. Коноплівці) – wieś na Ukrainie, w obwodzie zakarpackim, w rejonie mukaczewskim, w hromadzie Kolczyno. W 2001 liczyła 595 mieszkańców, spośród których 578 wskazało jako ojczysty język ukraiński, 3 rosyjski, 7 węgierski, 6 niemiecki, a 1 inny.